# Halil Kazanski
Halil (tatarsko Хәлил, Xälil, rusko Халиль, Halil, arabsko خلیل‎, ) je bi tretji kan Kazanskega kanata, ki je vladal v letih 1465-1467, * ni znano,  Kazan, Kazanski kanat. † 1467, Kazan, Kazanski kanat.
Bil je starejši sin kana Mahmuda in vnuk prvega kazanskega kana Uluga Mohameda. Rodil in odraščal je v Kazanu. Poročen je bil z Nur Sultan, s katero ni imel otrok.

## Vladanje
Halil je veljal za eksplozivnega vladarja, ki je sprožil dve vojni proti svojemu kanatu. Razdrl in grdo prekršil je sporazum s knezom Moskovske velike kneževine Ivanom III. Vasiljevičem in prekinil odnose z Nogajsko hordo. Odnose z Nogajci je kasneje ponovno vzpostavil in potrdil s poroko z Nursultan, hčerko vplivnega nogajskega bega Timurja.
Ko so nevesto Nusrsultan leta 1466 pripeljali v Kazan, je imela komaj petnajst let. Po razkošni poroki je postala nova kanbike. Zakon se je končal brez naslednika, ker je Halil že naslednje leto umrl.
Po njegovi smrti so Nursaltan poročili s Halilovim mlajšim bratom in naslednikom Ibrahimom. Poroka z bratom je bila skladna s starodavnimi turškimi zakoni, da mora za pokojnikovo ženo in otroke poskrbeti njegov brat. 

## Smrt
Po eni od različic  kan Halil končal v ječi, ker so ga v eni od akcij Kazanskega kanata proti  Zlati hordi ujeli nasprotniki.
Halila je po smrti leta 1467 nasledil mlajši brat Ibrahim.

## Vira
- М. Г. Худяков. Очерки по истории Казанского ханства.
- Хәлил хан Мәхмүд улы.

| Halil Kazanski Bordžigini (1206 – 1635) |                                   |                    |
| Vladarski nazivi                        |                                   |                    |
| Predhodnik: Mahmud                      | Kan Kazanskega kanata 1465 – 1467 | Naslednik: Ibrahim |